# Les Lutteurs immobiles
Les Lutteurs immobiles (Luptătorii neclintiți) este un roman science-fiction  de Serge Brussolo. A apărut prima oară în 1983  la editura Fleuve Noir în colecția Anticipation. Les Lutteurs immobiles a fost republicat în 1997 de către editura Denoël în colecția Présence du futur.

## Povestea
Escrocii din viitor sunt pedepsiți de o stranie Societate de Protecție a Obiectelor prin cuplarea acestora la obiectele pe care le-au stricat. Ajunși frați siamezi ai ceștilor din porțelan, al obiectelor din sticlă fragile, infractorilor le este teamă să se miște brusc pentru a nu suferi fracturi dureroase. 

## Ecranizări
Acest roman a fost adaptat pentru televiziune în 1988 de André Farwagi.